# Alexander Posey
Pour les articles homonymes, voir Posey.
Alexander Posey (Eufoula, Oklahoma, 1873 - 27 mai 1908) était un écrivain et homme politique maskoki, fils d'un Écossais et d'une descendante des Harjos.
Il travailla à l'Indian Journal où il publia des poèmes. En 1895, il devint membre du Parlement Creek. Il fut aussi le directeur de l'orphelinat creek et, en 1901, il publia le journal Eufaula Gazette, où il satirisait la politique creek. En 1904, il travailla comme interprète pour la Commission Dawes. Il se noya accidentellement le 27 mai 1908 en traversant la rivière Oktahutche en crue.
Une anthologie de son œuvre fut publiée par son épouse en 1910.